# Ferryhill
Ferryhill – miasto i civil parish w Wielkiej Brytanii, w Anglii, w hrabstwie Durham. Ferryhill położony jest w samym sercu hrabstwa Durham, 7 mil na południe od Durham i 11 mil na północ od Darlington. W 2011 roku civil parish liczyła 9940 mieszkańców.